# Hydrobiosella orba
Hydrobiosella orba är en nattsländeart som beskrevs av Arturs Neboiss 1977. Hydrobiosella orba ingår i släktet Hydrobiosella och familjen stengömmenattsländor. Inga underarter finns listade i Catalogue of Life.